# Săghieni, Ungheni
Săghieni este un sat din componența comunei Alexeevca din raionul Ungheni, Republica Moldova.